# 王嘏
王嘏（4世紀—？），字伟世，琅邪临沂（今山东省临沂市）人，东晋中外大都督、太傅、丞相、始兴文献公王导的曾孙，东晋丹杨尹、始兴郡公王混的长子，王诞的哥哥。
王混死后，王嘏承袭为始兴郡公，娶鄱阳公主，历任中领军、侍中、左户尚书，死后由儿子王恢袭爵。